# Walter Kempowski

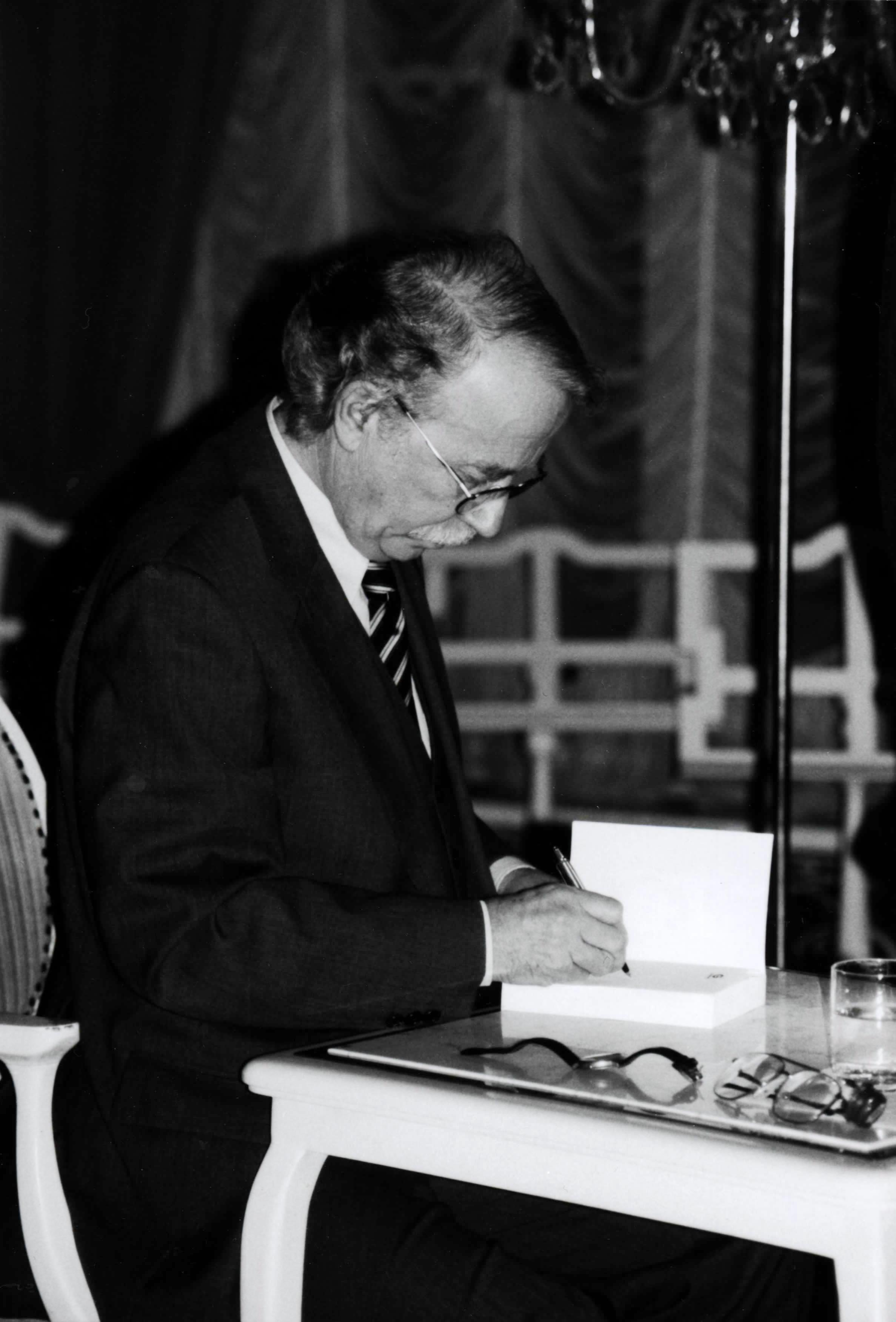
Walter Kempowski

Walter Kempowski (29 avril 1929 à Rostock – 5 octobre 2007,, à Rotenburg) est un romancier allemand. Kempowski est connu pour sa série de romans appelée  « Chronique allemande »  (Deutsche Chronik) et pour son chef-d'œuvre, le projet  « Echolot »  (Sonar) qui réunit des témoignages quotidiens, des journaux, des lettres et des entretiens dans un collage littéraire.

## Biographie
Walter Kempowski est né à Rostock. Son père, Karl Georg Kempowski, possédait une compagnie de transport maritime et sa mère, Margarethe Kempowski, née Collasius, était la fille d'un marchand de  Hambourg. En 1935, Kempowski entre à l'école St. Georg, puis quatre ans plus tard, au collège local (Realgymnasium). Dans les années 1950, il est incarcéré pendant huit ans dans une prison est-allemande  à Bautzen, sous l'accusation d'être un espion pour les forces militaires américaines d'Allemagne de l'Ouest. Libéré, il devient enseignant dans un petit village près de Hambourg, en Allemagne de l'Ouest. Kempowski est mort d'un cancer intestinal à l'âge de 78 ans.

## Travaux
Le premier succès de Walter Kempowski comme écrivain est le roman  autobiographique Tadellöser und Wolf, dans lequel il décrit son enfance dans l'Allemagne nazie du point de vue d'une famille aisée de la bourgeoisie moyenne. Dans plusieurs autres livres, il complète l'histoire de sa famille depuis le début du XXe siècle jusqu'à la fin des années  1950. 
En 2005 il termine son œuvre gigantesque, Echolot, une collection et un  collage de documents provenant de toutes sortes de personnes vivant pendant la guerre. Echolot est composé de milliers de documents personnels, de lettres, d'extraits de journaux et d'autobiographies inédites que l'auteur a collectionné pendant plus de vingt ans. Les documents sont maintenant déposés dans les archives de Académie des Arts à Berlin.

## Liste d'œuvres
- Im Block. Ein Haftbericht. Reinbek 1969.
- Tadellöser & Wolff. Ein bürgerlicher Roman. Munich, 1971.
- Uns gehts ja noch gold. Roman einer Familie. Munich, 1972.
- Haben Sie Hitler gesehen? Deutsche Antworten. Munich, 1973
- Der Hahn im Nacken. Mini-Geschichten. Reinbek 1973.
- Immer so durchgemogelt. Erinnerungen an unsere Schulzeit. Munich, 1974.
- Ein Kapitel für sich. Munich, 1975.
- Alle unter einem Hut. Über 170 witzige und amüsante Alltagsminiminigeschichten. Bayreuth 1976.
- Wer will unter die Soldaten? Munich, 1976.
- Aus großer Zeit. Hambourg, 1978.
- Haben Sie davon gewußt? Deutsche Antworten. Hambourg, 1979.
- Unser Böckelmann. Hambourg, 1979
- Kempowskis einfache Fibel. Brunswick, 1980.
- Schöne Aussicht. Hambourg, 1981.
- Beethovens Fünfte. Moin Vaddr läbt. Radio plays. Hambourg, 1982.
- Herrn Böckelmanns schönste Tafelgeschichten nach dem ABC geordnet. Hambourg, 1983.
- Herzlich willkommen. Munich, 1984.
- Haumiblau. 208 Pfenniggeschichten für Kinder. Munich, 1986.
- Hundstage. Munich, 1988.
- Sirius. Eine Art Tagebuch. Munich, 1990
- Mark und Bein. Eine Episode. Munich, 199l.
- Das Echolot. Ein kollektives Tagebuch Januar und Februar 1943. 4 vols. Munich, 1993.
- Der arme König von Opplawur. Ein Märchen. Munich, 1994.
- Der Krieg geht zu Ende. Chronik für Stimmen - Januar bis Mai 1945. Radio play. Stuttgart 1995.
- Weltschmerz. Kinderszenen fast zu ernst. Munich, 1995.
- Bloomsday '97. Munich, 1997.
- Heile Welt. Munich, 1998.
- Die deutsche Chronik. 9 vols. Munich, 1999.
- Das Echolot. Fuga furiosa. Ein kollektives Tagebuch Winter 1945. 4 vols. Munich, 1999.
- Walter Kempowski liest »Tadellöser & Wolff«. Audio book. Georgsmarienhütte 2001.
- Alkor. Tagebuch 1989. Munich, 2001.
- Der rote Hahn. Dresden 1945. Munich, 2001.
- Das Echolot. Barbarossa '41. Ein kollektives Tagebuch. Munich, 2002.
- Walter Kempowski liest »Aus großer Zeit«. Audio book. Georgsmarienhütte 2003.
- Letzte Grüße. Munich, 2003.
- Das 1. Album. 1981-1986. Frankfurt a.M. 2004.
- Walter Kempowski liest »Schöne Aussicht«. Audio book. Georgsmarienhütte 2004.
- Das Echolot. Abgesang 45. Ein kollektives Tagebuch. Munich, 2005
- Culpa. Notizen zum Echolot. Munich, 2005.
- Hamit. Tagebuch 1990. Munich, 2006.
- Alles umsonst. Munich, 2006, trad. par Olivier Mannoni, Schluss ?, Globe, 2020  (ISBN 978-2-211-30497-9)
- Walter Kempowski/Uwe Johnson: Der Briefwechsel. Berlin 2006.